# Motor War Car
De Motor War Car was een Britse pantserwagen waarvan de ontwikkeling begon in 1899 en is daarmee het eerste pantservoertuig in de geschiedenis. In 1902 was het voertuig gereed, maar werd niet in productie genomen.

## Geschiedenis
De Motor War Car werd ontworpen door de Britse ingenieur F.R. Simms. Eén voertuig werd in april 1899 besteld en de bouw begon in datzelfde jaar door Vickers Sons & Maxim in Barrow, maar vanwege meerdere tegenvallers, waaronder een kapotte transmissie, was het voertuig gereed in 1902. De bouw van een werkend voertuig duurde twee jaar. In april werd het voertuig tentoongesteld in het Crystal Palace in Londen. Het voertuig kon gezien worden als een doorontwikkeling van de Motor Scout, die ook was ontworpen door Simms, maar dit voertuig was niet bepantserd.
Ondanks het veelbelovende concept van het voertuig, was het Britse leger niet van plan om het voertuig te kopen en in te zetten. Daarnaast was de Boerenoorlog afgelopen en het leger zag niet de behoefte voor het voertuig.

## Ontwerp

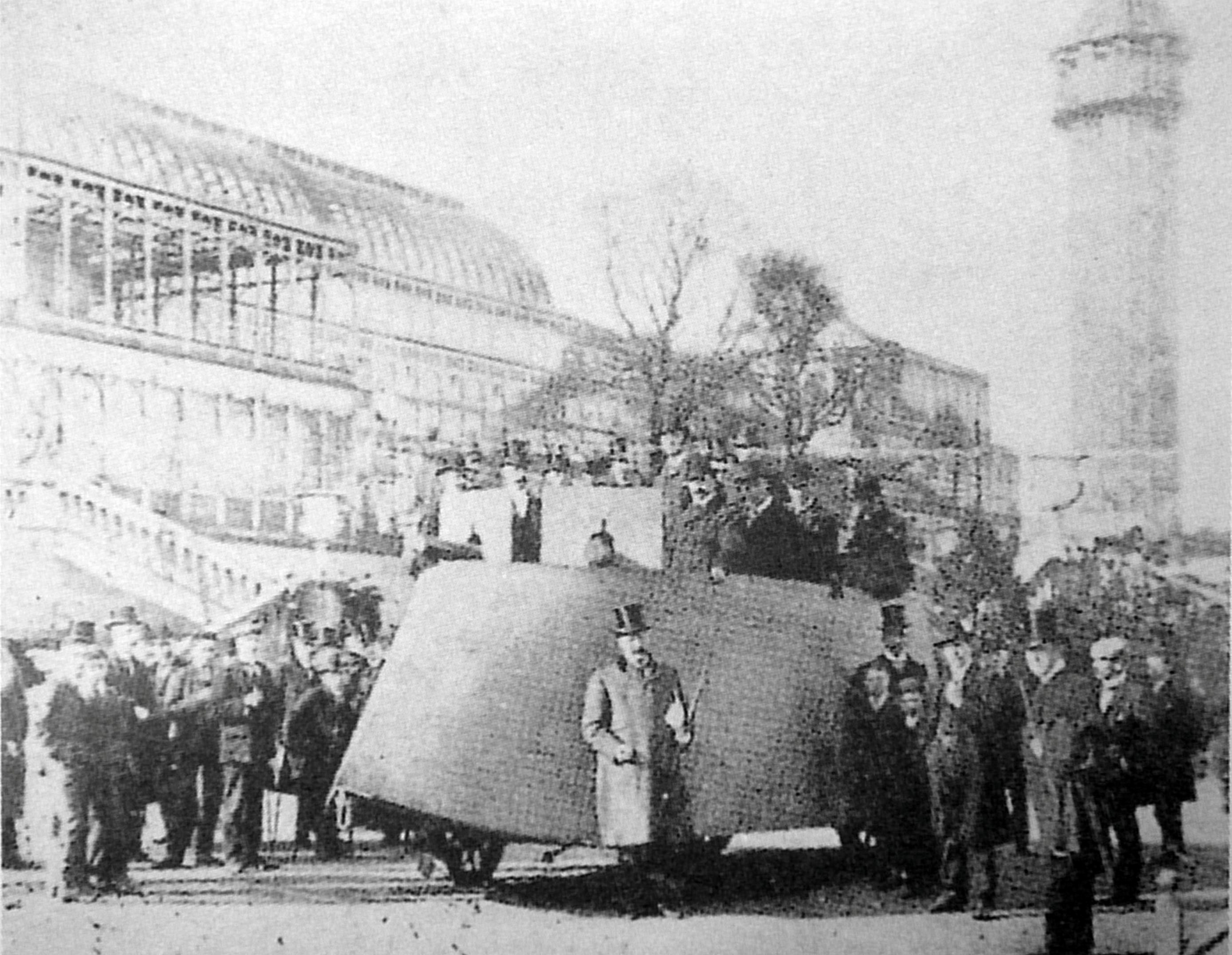
De Motor War Car bij het Crystal Palace in Londen.

Het ontwerp van het voertuig was vrij eenvoudig. Het onderstel kwam van een Daimler truck en de motor kwam ook van Daimler. Deze had een kracht van 16 pk en kon een snelheid bereiken van 14,5 km/h. Op het onderstel was bepantsering gemonteerd van maximaal 6 mm dik. Dit bood genoeg bescherming tegen kogels uit handwapens. De bewapening bestond uit twee machinegeweren die volledig rond konden draaien. De totale bemanning bestond uit vier personen. Het voertuig had een lengte van 8,5 meter en een breedte van 2,4 meter.